# Zagórze Śląskie (gromada)
Zagórze Śląskie – dawna gromada, czyli najmniejsza jednostka podziału terytorialnego Polskiej Rzeczypospolitej Ludowej w latach 1954–1972.
Gromady, z gromadzkimi radami narodowymi (GRN) jako organami władzy najniższego stopnia na wsi, funkcjonowały od reformy reorganizującej administrację wiejską przeprowadzonej jesienią 1954 do momentu ich zniesienia z dniem 1 stycznia 1973, tym samym wypierając organizację gminną w latach 1954–1972.
Gromadę Zagórze Śląskie z siedzibą GRN w Zagórzu Śląskim utworzono – jako jedną z 8759 gromad na obszarze Polski – w powiecie wałbrzyskim w woj. wrocławskim, na mocy uchwały nr 30/54 WRN we Wrocławiu z dnia 2 października 1954. W skład jednostki weszły obszary dotychczasowych gromad Zagórze Śląskie, Jugowice (bez przysiółka Sędzimierz) i Michałkowa ze zniesionej gminy Walim oraz Niedźwiedzica ze zniesionej gminy Jedlina Zdrój w tymże powiecie. Dla gromady ustalono 16 członków gromadzkiej rady narodowej.
1 stycznia 1969 do gromady Zagórze Śląskie włączono: miejscowość Olszyniec z miasta Jedliny-Zdrój i  miejscowość Glinno z osiedla Walimia – w tymże powiecie.
Gromada przetrwała do końca 1972 roku, czyli do kolejnej reformy gminnej.